# マルハム・コーブ

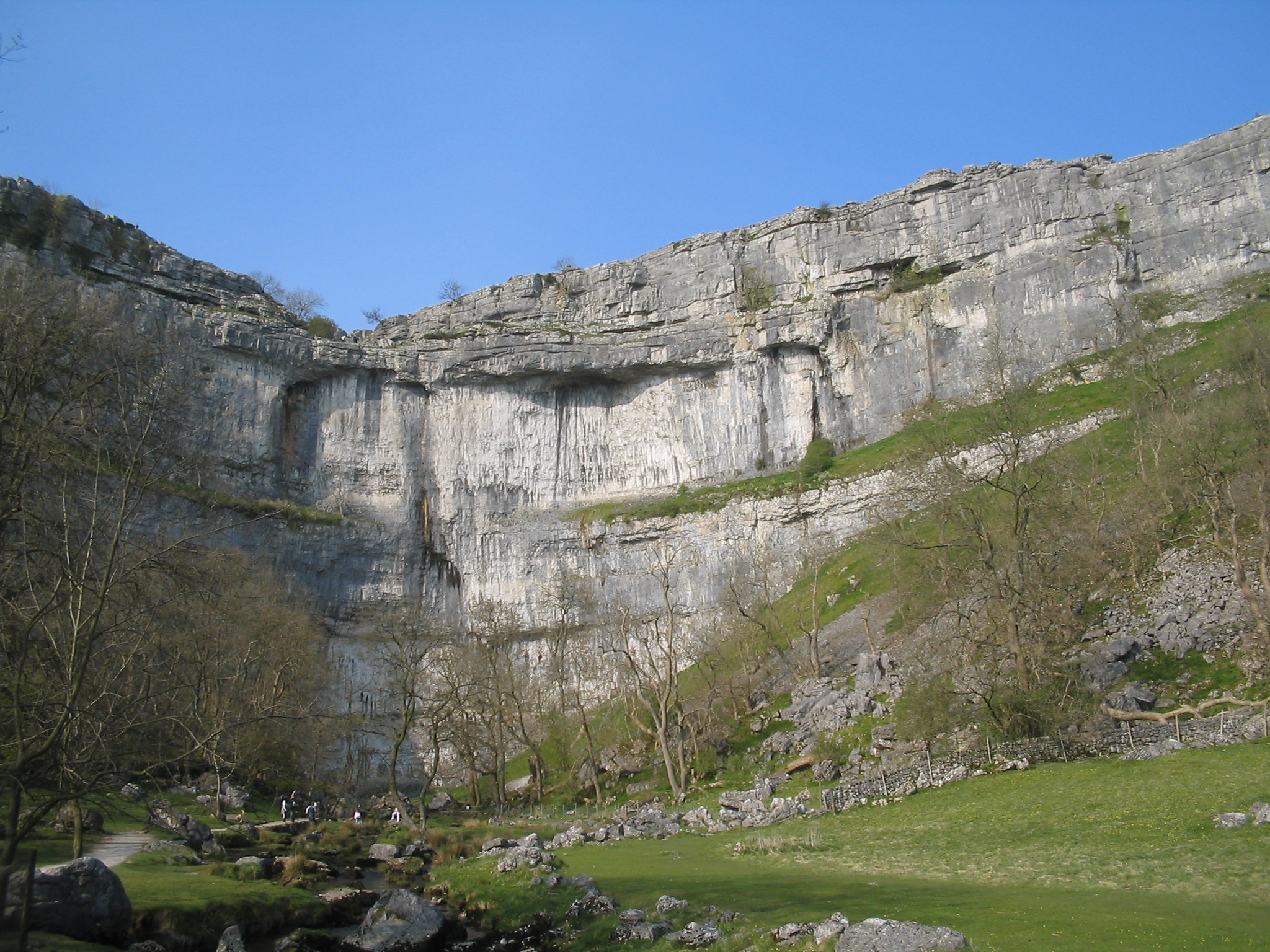
コーブ断崖

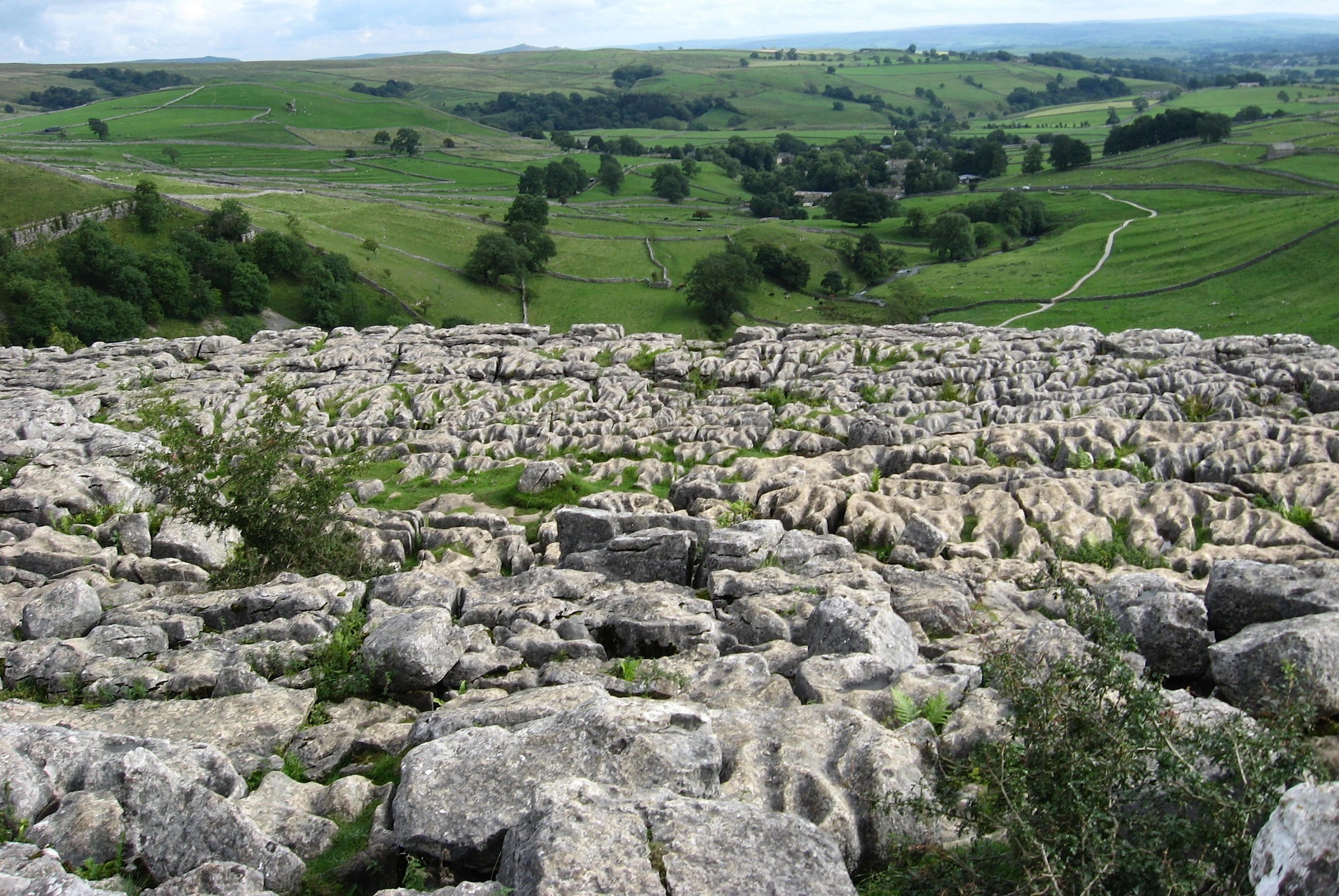
断崖上からの眺め

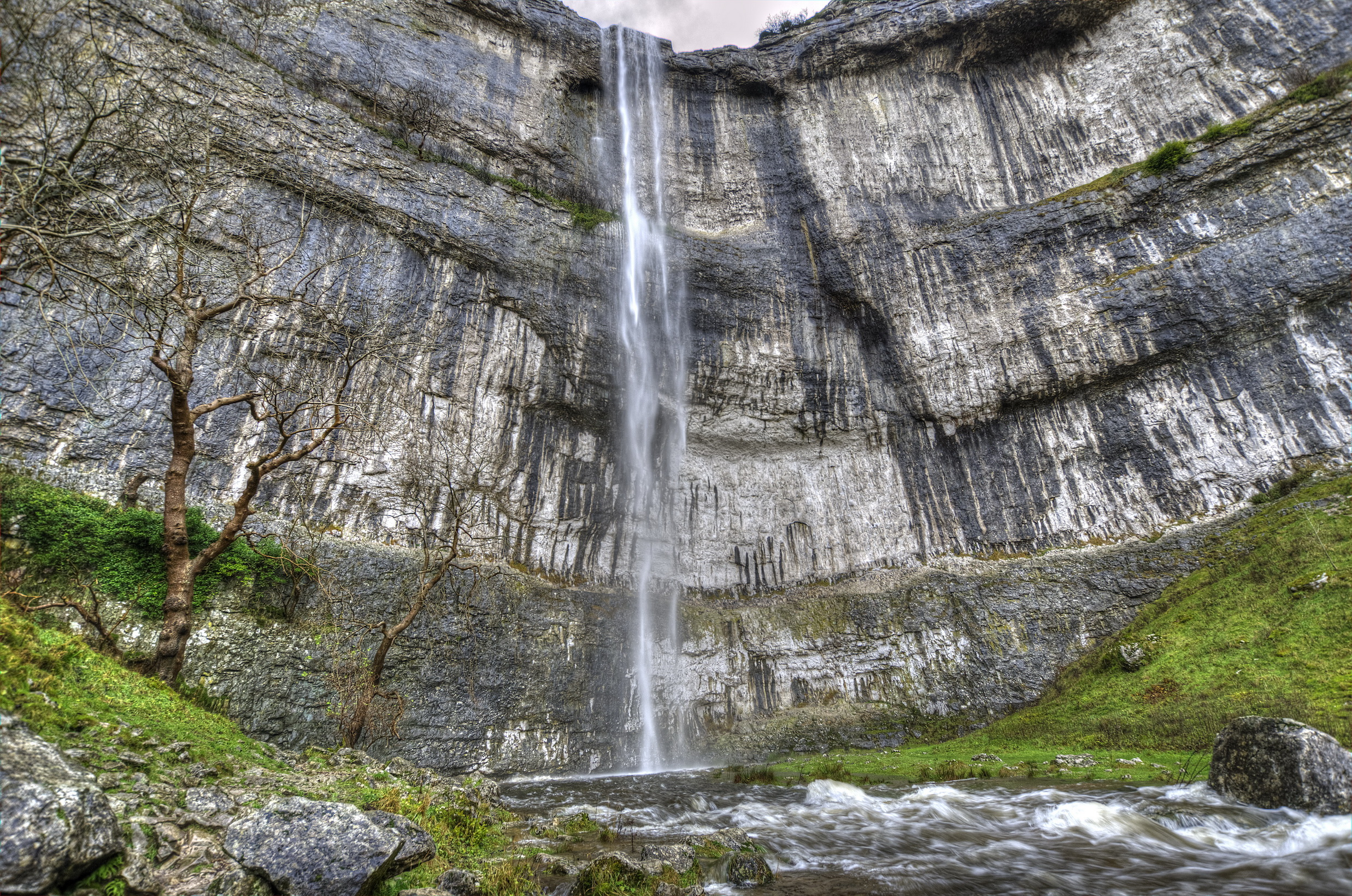
2015年12月に現れた滝

マルハム・コーブ（マラム・コーブ、Malham Cove）は イギリスのノース・ヨークシャーカウンティー、ヨークシャー・デイルズ国立公園内のマルハムにある石灰岩の断崖で観光名所である。高さ80m、幅300mで、頂上に上ることができ、亀裂の入った石灰岩が平坦に広がる。この辺りにあった氷河が融け滝が出来て、その水が断崖の上を平らに浸食したが、1万2千年前の温暖化でさらに水位が低下し、コーブの下を流れるようになった。断崖の奥にある洞穴の長さは少なくとも1.6kmに及び、5万年前から形成が始まったと考えられる。
洞穴内には常時流れ落ちる滝があり、高さは約100mで英国最大である。この様子は下記映像で紹介された。

## 映像
- 体感！グレートネイチャー　圧巻！白亜の大断崖を行く～”英仏”海峡の秘密～ (2018年12月15日NHK BSプレミアム放映)

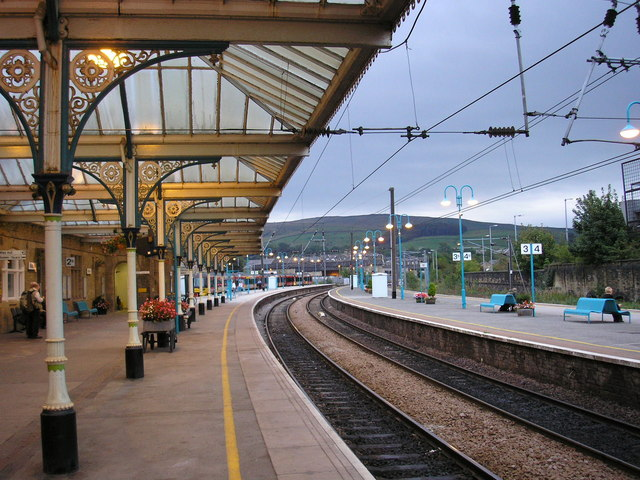
最寄のスキップトン駅